# Mario Orfini
Mario Orfini (* 1936 in Lanciano) ist ein italienischer Filmproduzent und -Regisseur.

## Leben
Orfini begann seine berufliche Laufbahn nach Übersiedlung nach Mailand als freischaffender Fotoreporter für zahlreiche Magazine und widmete sich am Piccolo Teatro di Milano auch der Bühnenfotografie. Seit 1969 in Rom, arbeitete er dann für das Fernsehen und produzierte 1973 seinen ersten Kinofilm. Nach einem ersten eigenen Film für die Leinwand 1978– bereits 1972 hatte er einen Fernsehfilm inszeniert –, Noccioline a colazione, in dem er auch spielte, intensivierte er ab 1980 seine Produktionstätigkeiten und ermöglichte etliche künstlerisch anspruchsvolle Werke von Emidio Greco, Roberto Faenza und Fabio Carpi. Großen Erfolg hatte Orfini 1984 mit Luciano De Crescenzos Also sprach Bellavista. Mit dem Thriller Mamba wagte er 1988 einen letztlich enttäuschenden Ausflug ins amerikanische Kommerzkino, wofür er mit zahlreichen bekannten Namen zusammenarbeitete (so schrieb Giorgio Moroder die Musik). Nach einem großen Flop mit dem Adriano-Celentano-Vehikel Jackpot 1992 kehrte Orfini erst sechs Jahre später auf den Regiestuhl zurück, als er mit L'anniversario ein Melodram vorlegte. 2001 zog er sich ins Privatleben zurück.

## Filmografie (Auswahl)

### Produktion
- 1980: Tele Vaticano – Das Auge des Papstes (Il pap'occhio)
- 1984: Also sprach Bellavista (Così parlò Bellavista)
- 1990: Der Badearzt (Mio caro dottor Gräsler)

### Regie, Drehbuch
- 1988: Mamba